# العامرة (الجزائر)
العامرة بلدية جزائرية (معروفة سابقا بتسمية الخربة) تقع غرب الجزائر العاصمة بحوالي 150 كم.
تحدها من الشمال بلدية مسلمون وبلدية عين بويحي من الغرب وبلدية المخاطرية من الشرق وبلدية الروينة وعين الدفلى من الجنوب.
تفصلها سلسلة الظهرة عن البحر.

## التاريخ
عرفت هذه البلدية الاستعمار والاستيطان الروماني وأصبحت مركزا مسيحيا هاما.و تم تدميرها من طرف الوندال. هناك آثار رومانية كثيرة.
وصلها الاستعمار الفرنسي في 1842. أصبحت خاضعة لبلدية 'براز' المختلطة التي يحكمها إداري مدني. في 1881 تم تأسيس قرية 'الخربة' للفرنسيين.
تأسست بلدية الخربة الكاملة الصلاحيات سنة 1890. تواصل توافد الفرنسيين إليها.
عانى السكان من الجوع والمرض والزلزال والفيضان واستولى المرابون اليهود على أراضيهم واضطروا إلى العمل لدى المعمرين. عانوا من القمع العسكري الفرنسي أثناء الثورة وسقط عدد كبير منهم شهداء الحرية.
تم إعادة تنظيمها في 1963 لتشمل لورود والمخاطرية. ولقطع الصلة مع الاستعمار وتسمياته نفذ المجلس الشعبي البلدي مداولته المؤرخة في 23 جويلية 1975 بهدف تحويل تسميتها إلى (العامرة) وذلك ما حصل أثناء تدشين القرية الفلاحية.
في 1984 ونتيجة للتقسيم لإداري الجديد أصبحت بلدية العامرة تابعة لولاية عين الدفلى وانفصلت عنها بلدية المخاطرية. هي اليوم مقر دائرة تضم إلى جانبها بلديتي المخاطرية وعريب.

## الواقع
تقدر مساحتها بحوالي 250 كلم منها 65 % جبال و35 % سهول، تقع في الجهة الشمالية الغربية للولاية وتبعد عن مقر الولاية بحوالي 16 كلم
تقع على ارتفاع 255 م عن سطح البحر بين نهر الشلف من الجنوب وسلسلة جبال الظهرة من الشمال.
يبلغ عدد سكانها 25956 نسمة حسب التعداد العام للسكن والسكان لسنة 1998.
تتميز البلدية بطابع فلاحي محض وتقدر المساحة الفلاحية بها بـ : 06،10.617 هكتار وتشكل المساحة المستغلة 4.500 هكتار منها 3.600 هكتار مسقية ويعتمد النشاط الفلاحي على جهود 110 مجموعة جماعية تظم 499 في حين تصل المجموعات الفردية إلى 30 مجموعة وقد كانت المحاصيل خلال الموسم الفلاحي 99/2000 كالأتي : 
- المحاصل الفلاحية الكبرى : 12400 قنطار منها القمح الصلب واللين والشعير والخرطال.
- المحاصل الخضروية : 375.000 قنطار منها البطاطا بحصيلة 300.000 قنطار والبقول
- الأعلاف : 1800 قنطار والبقول الجافة 100 قنطار.
- الأشجار المثمرة: 9300 قنطار مع العلم ان المردود يصل إلى 7،134 ق/ه على مساحة منجزة تقدر بحوالي 70 هكتار

الإنتاج الحيواني : 
- 560 رأس بقر 286 رأس ثور
- 207 رأس جاموس 200 عجل
- 6400 رأس غنم 2500 رأس من الماعز
- 45000 وحدة دجاج

إضافة إلى وجود مربيين ينتجون 244550 لتر من الحليب سنويا
تزخر البلدية بالعديد من المواهب الشبانية وقد كانت كذلك قبل ومنذ أن تم افتتاح دار الشباب حيث تأسست مجموعة من الجمعيات المهتمة بالنشاط الثقافي والشباني واستطاعت أن تبرز العديد من الطاقات الشبانية فأفرزت كما هائلا من الفانين استطاعوا بمجهوداتهم الشخصية ومساعدات مؤطريهم من المربين والهيئات الرسمية أن يصلوا إلى أعلى المراتب وحققوا نجاحات باهرة على المستويين المحلي والوطني في مختلف التظاهرات والمسابقات (الفنون التشكيلية – الدراسات والبحوث – الفنون الغنائية –الفنون الدرامية – الأشغال اليدوية … الخ)
كما تـزخـر بـلـديـة العامرة بعدة مواقع سياحيـة أهمهـا : 
- أثار قرقرة : هي موقع اثري يقع بالقرب من حي التمامرة ويعود تاريخه حسب بعض الأساتذة المؤرخين إلى العهد الروماني حيث تذهب بعض وجهات النظر إلى كونه موقعا لتخزين البضائع وإلى كونه مركزا للاستجمام.
- جبل تسيلي: الغني بمادة الجبس
- الواد الكبير وبه غابة كثيفة ونباتات نادرة
- ضريح سيدي امحمد الحاج في الشمال الشرقي ويقصدها العديد من الزوار من الولايات الأخرى وكذلك سيدي عبد اله عقاب ايمولا وسيدي موسى بن نجار وسيدي اجمد بن يوسف
- منطقة العناب : هي منطقة جبلية غابية تقع على بعد 16 كلم شمال شرق مقر البلدية وهي ملائمة للاستثمار السياحي مستقبلا نظرا لاحتوائها على مناظر خلابة تستهوى النفوس فضلا عن ارتفاعها بأكثر من 1050 متر عن سطح البحر وبها اضرحة العديد من الأولياء الذين تقام بهم الوعدة في نهاية الصيف فيأتيهم الزوار من مناطق عديدة